# 二劉之战
川军二劉之战，是民国军阀混战中，川军刘湘对刘文辉部的进攻战，由1932年（中华民国二十一年）10月至1933年（中华民国二十二年）9月，爆发于四川全境。
从辛亥革命之后至1932年，经近20年的混战，四川先后数十位军阀只剩下刘湘、刘文辉、邓锡侯、田颂尧、杨森、李家钰、罗泽洲、刘存厚八位。1927年4月，川军被国民革命军收编，用国民革命军番号。这时，四川善后督办兼国民革命军第21军军长刘湘、四川省主席兼国民革命军第24军军长刘文辉，实力最大。刘湘占据重庆及重庆以东地区28个县，控制夔门，扼守长江，拥兵10万以上，算上他川军中的的同盟，总兵力达20余万，被國民政府軍事委員會委员长蒋中正支持。刘文辉的防区包括川康81县，拥兵约12万。刘文辉由于侵占其他军阀防地，在川军军阀中陷于孤立。
1932年10月，川军各部将领除第24军外，都协同刘湘通电讨伐刘文辉。10月1日，驻武胜的新编第23师师长罗泽洲，进攻南充李渡的第24军防地，川北之战爆发，10月上中旬，刘湘策划、参与，李家钰、杨森、田颂尧、刘存厚等四大军阀各兵一部进入川北战场，与刘文辉的第24军作战，爆发了武勝戰鬥和順慶戰鬥。第24军分兵应战，陷于被动。
同时，刘湘命王瓒绪、唐式道、潘文华三位师长分别担任北、中、南三路总指挥：王瓒绪从铜渠出潼南、安岳，唐式道攻打荣昌、隆昌，潘文华出永川、江津，沿长江西上。刘文辉决定集中兵力对付刘湘，将军队撤出南充、遂宁地区，从10月下旬至11月初，刘湘军在东线攻克江津、潼南、永川、荣昌、岩江、隆昌；北线，杨森、李家钰、罗泽洲攻克遂宁、安岳、乐至，逼近资中；邓锡侯进驻简阳、资阳。刘湘联军从东、北两线，向沱江下游推进。刘文辉全力扼守沱江，防御在资中、内江、富顺、泸州一线。11月上旬，在空军配合下，刘湘所部第21军唐式道第1师、王瓒绪第2师和杨森、李家钰、罗泽洲三部，进攻内江、资中。刘文辉第24军夏首勋指挥第2师、第3师阻击，双方胶着。
二刘争夺泸县（今四川省泸州市）。在海军、空军配合下，刘湘第21军6个旅攻击泸县，刘文辉第24军两个旅占据泸县城周围高地固守。激战半月，双方伤亡相均，相持不下。11月18日，刘湘联军突破沱江防线，攻下资中、内江、富顺。泸县守军势孤动摇，11月22日，刘湘占领泸县。
此时，刘文辉与同在省城成都驻军的第29军军长田颂尧关系恶化。11月14日，刘文辉、田颂尧成都之战爆发，双方共出动50个团以上的兵力，经过煤山战斗、东郊战斗、北门战斗，刘文辉击败田颂尧。经第28军军长邓锡侯调解，双方同意停战。成都的战事结束。
刘文辉开始专力对付刘湘，反攻荣县、威远、井研、富顺发动。派师长张清平、陈鸿文、夏首勋、冷薰南分别担任第1路、第2路、第3路、第4路总指挥，集中7万兵力进攻。刘湘集兵5万分四路迎战：唐式道的第1路在自流井（今四川省自贡市）、荣县集结；王瓒绪的第2路和范绍增的第3路，在资中、内江集结；潘文华的第4路，在富顺、宜宾集结。部署完毕后，12月10日，荣威战役开始。
刘文辉第24军夏首勋率6个旅、冷薰南率5个旅从乐山、青神攻打荣县、威远，夏首勋在井研的千佛寺、马踏井、三江镇等要地，与潘文华等部激战五昼夜，伤亡达二三千人。刘湘的军部退至荣县。冷薰南5个旅攻刘湘军右翼唐式道所部，遭遇在井研东北的东材场，唐式道退至荣县双古坟。其后，又在荣县城西老君台决战，双方投入兵力达3万，潘文华溃败，阵亡三千余。王瓒绪和范绍增的援兵，也被阻击后退。历时11天的荣威战役，刘湘军全线失利。
邓锡侯、田颂尧出兵进攻刘文辉的川西地区。刘文辉腹背受敌，于是停止进攻。12月21日，双方签订停战协定。刘文辉防区失去近三十县。刘文辉将战败的原因归咎于邓锡侯的背信弃义：开始在成都助田颂尧，随后出兵仁寿助刘湘，于是决心集中11万兵力攻打邓锡侯。1933年5月，刘文辉、邓锡侯“毗河之役”爆发。邓锡侯调集近30个团约4万人固守毗河北岸。刘文辉攻击超过一个月，伤亡数千人，战事没有进展。
6月25日，刘湘与田颂尧、刘存厚、杨森、李家钰，罗泽洲等再次通电讨伐刘文辉。7月初，刘湘以安川军名义，分兵三路共110余团，进攻驻守川南、川西的刘文辉所部。7月8日，刘文辉退出成都，布防在沿灌县至乐山岷江右岸。8月中旬，刘湘全线总攻，刘文辉军在灌县、新津内变，安川军突破岷江防线，第24军向西溃退，刘文辉属下主要将领投降或引退。刘文辉率万余残部退军汉源。9月中旬，二刘联合通电停战，历时近一年、战场遍及整个四川盆地的二刘之战结束，刘湘完全胜利。交战双方参战兵力达30余万，伤亡官兵10余万。